# Подхорје (Банска Штјавњица)
Подхорје (слч. Podhorie) насељено је мјесто са административним статусом сеоске општине (слч. obec) у округу Банска Штјавњица, у Банскобистричком крају, Словачка Република.

## Становништво
| Година:    | 1994. | 2004.   | 2014.    | 2024.   |
| ---------- | ----- | ------- | -------- | ------- |
| Број људи: | 405   | 381     | 339      | 334     |
| Разлика:   |       | -5,92 % | -11,02 % | -1,47 % |

| Година:    | 2023. | 2024. |
| ---------- | ----- | ----- |
| Број људи: | 334   | 334   |
| Разлика:   |       | +0 %  |

Према подацима о броју становника из 2011. године насеље је имало 365 становника.